# Granat Hd Gro 69
Hd Gro 69 współczesny austriacki granat zaczepny. Posiada owalny korpus wykonany z tworzywa sztucznego.